# Greg Baker
Gregory 'Greg' Baker (Saint Paul, 16 april 1968) is een Amerikaans acteur.
Baker begon in 1996 met acteren in de korte film D'Angel Among Us, waarna hij nog meerdere rollen speelde in films en televisieseries.

## Filmografie

### Films
Uitgezonderd korte films.
- 2012 Letting Go – als editor van de Maverick
- 2007 He Was a Quiet Man – als kopie jongen
- 2005 The Life Coach – als Francis O’Reilly
- 2004 Little Black Book – als jongen aan de bar
- 2001 Thank Heaven – als Paul Jones
- 1999 Ballad of the Nightingale – als ??

### Televisieseries
Uitgezonderd eenmalige gastrollen.
- 2009-2011 I'm in the Band – als Burger Pitt – 31 afl.
- 2006-2009 Hannah Montana – als Mr. Corelli – 8 afl.
- 1998-2000 Sport Night – als Elliott – 45 afl.